# Trematocephalus cristatus
Trematocephalus cristatus là một loài nhện thuộc họ Linyphiidae.

## Mô tả
Những con cái là 2,4 đến 2,6 mm, con đực từ 2 đến 2,2 mm. Lưng là màu đỏ nâu sáng với một khu vực nhỏ mắt tối. Chân có màu đỏ với đường sọc nâu. bụng có lông và gần như đen. Nó phân bố ở Tây Paleartic.